# Шамсу-д-дин ар-Рамли
Муха́ммад ибн А́хмад аль-Мисри́ аль-Ансари́, известный как Ша́мсу-д-ди́н ар-Рамли́ (араб. شمس الدين الرملي‎; 1513, Минуфия — 13 января 1596[…], Каир) — исламский учёный-богослов, хадисовед и правовед шафиитского мазхаба.

## Биография
Родился в 1511 году (30 числа месяца джумада авваль 917 года по хиджре), а по другой версии — 1513 году (919 год хиджры) в Каире (Египет). Умер там же в 1595 году (13 джумада авваль 1004 года по хиджре). Нисба «ар-Рамли» (араб. الرملي‎) относится к египетской деревне Рамля аль-Мануфийя. Это современный Рамлят Банха в провинции аль-Калюбийя, ошибочно идентифицированный Винтером как Рамлят аль-Ангеб. Его отец, Шихабу-д-дин ар-Рамли (ум. 1550), был учеником Закариййи аль-Ансари (ум. 1520) и ведущим египетским правоведом шафиитского мазхаба. Шихабу-д-дин ар-Рамли занимал высокий пост назир аль-хасс в 1499/1500 году при мамлюкском султане аз-Захире Кансухе.
Основным учителем ар-Рамли был его отец, который обучал его всему спектру религиозных наук. После смерти отца Шамсу-д-дин принял на себя обязанности преподавателя в мечети аль-Азхар. Он также занимал руководящие должности в шафиитских медресе Хашшабийя и Шарифийя. Ар-Рамли активно передавал сочинения и тексты Закарийи аль-Ансари, право передачи которых (иджаза) он получил в детстве от аль-Ансари, а также от своего отца. Среди его учителей также были:
- Бурхануддин Абу Исхак Ибрахим ибн Мухаммад
- Шихабу-д-дин Ахмад ибн Абду-ль-Азиз аль-Ханбали
- кади Шарафу-д-дин Яхья ибн Ибрахим ад-Дамири аль-Малики
- Нуру-д-дин Али ибн Ясин ат-Трабулси аль-Ханафи
- Сааду-д-дин Мухаммад ибн Мухаммад аз-Захаби аш-Шафии

Среди многочисленных учеников ар-Рамли, обучавшихся шафиитскому мазхабу и хадисоведению, были как сирийцы, так и египтяне, наиболее выдающимся из которых был египетский правовед шафиитского мазхаба Нуру-д-дин Али ибн Яхья аз-Зайяди (ум. 1615), а также специалист в области литературы Шихабу-д-дин аль-Хафаджи (ум. 1659). Его влияние также распространилось на Хиджаз благодаря преподаванию в Мекке, куда он неоднократно совершал паломничество. В 1583 году он провёл в Мекке период муджвары, то есть период пребывания в святом месте, чтобы вести аскетичный образ жизни, провести время в религиозном созерцании и получить благодать этого места. Как и его отец, ар-Рамли был ведущим правоведом шафиитского мазхаба Египта и был официально признан в качестве такового.
И отец, и сын были благосклонны к суфиям. Они были в знакомых отношениях со знаменитым египетским суфием Абду-ль-Ваххабом аш-Шарани (ум. 1565), а зять Шамсу-д-дина Абу-ль-Мавахиб (ум. 1628) был сыном суфийского лидера и поэта Мухаммада аль-Бакри (ум. 1586).
Самым важным из сочинений ар-Рамли является его крупномасштабный комментарий к книге Минхадж ат-талибин из Мухйи-д-дина ан-Навави (ум. 1278), озаглавленный как Нихаят аль-мухтадж ила шарх аль-минхадж, начатый в 1556 и завершённый в 1566 году, примерно через пятнадцать лет после завершения Тухфат аль-минхадж би-шарх аль-минхадж ученика его отца Ибн Хаджара аль-Хайтами. Несмотря на то, что его труд вначале явно игнорировался в пользу Тухфат Ибн Хаджара, комментарий ар-Рамли был признан авторитетными шафиитами за пределами Йемена (включая Хадрамаут) и частью Хиджаза, где придерживались комментария Ибн Хаджара. То уважение, которым пользуется ар-Рамли и его значение в истории шафиитского мазхаба обозначаются возложенным на него почётным титулом 'аш-Шафи‘и ас-сагир' (араб. الشافعي الصغير‎ — «аш-Шафи‘и младший»). Многие считают его муджаддидом («обновителем») 10-го века хиджры.
Изданные работы ар-Рамли включают:
- Нихаят аль-мухтадж Шарх аль-Минхадж (араб. نهاية المحتاج شرح المنهاج‎)[25],
- Гаят аль-баян фи шарх зубад Ибн Раслян (араб. غاية البيان في شرح زبد ابن رسلان‎)[26],
- аль-Фатава (араб. الفتاوي‎) — сборник фетв его отца[27][28][4].